# Ralf Forster (Fußballspieler)
Ralf Forster (* 25. April 1961; † 14. Mai 2020) war ein deutscher Fußballspieler.

## Werdegang
Bis zum Jahr 1982 spielte Forster beim FV Salamander Kornwestheim, ehe der gelernte Abwehrspieler dann zu den Stuttgarter Kickers in die 2. Bundesliga wechselte. Hier blieb er bis zur Saison 1987/88, musste dann allerdings wegen eines Kreuzbandrisses das Fußballspielen aufgeben und wurde Sportinvalide. Er absolvierte 147 Spiele in der Zweiten Bundesliga (11 Tore).
Sein wohl größter Erfolg als Spieler war die Teilnahme am DFB-Pokal-Finale 1986/87.
1999 wurde Forster Jugendtrainer beim FV Salamander Kornwestheim, ein Jahr später Trainer der ersten Mannschaft.